# Alexandru Potcoavă
Alexandru Potcoavă (n.  ? – d. 1578) a fost domn al Moldovei pentru o lună, în perioada 9 februarie - 12/13 martie 1578. A fost frate atât de mamă, cât și de tată al lui Ioan Potcoavă, astfel a rămas cunoscut cu aceași poreclă (di simil cognomen): Potcoavă.

## Domnie
Alexandru Potcoavă, însoțit de o oștire alcătuită din 2.000 de cazaci zaporojeni, în frunte cu hatmanul Șah, a pătruns în Moldova la 3 februarie 1578 și, învingând bulucurile otomane comandate de Daud, beiul de Silistra, l-a alungat de la domnie pe Petru Șchiopul (care s-a refugiat în Țara Românească) și, la 9 februarie 1578, a ocupat palatul domnesc din Iași preluând și sceptrul voievodal.
Trupele otomane conduse de Daud beiul de Silistra, la care s-au adăugat după 26 februarie 1578, 400 de călăreți și 600 de pușcași din Transilvania, l-au silit pe Alexandru Vodă Potcoavă să se închidă între zidurile Curții domnești din Iași, care la acea epocă era puternic fortificată. Înainte de 22 februarie 1578, în sprijinul asediului a venit și Petru Șchiopul, cu ajutoare din Țara Românească. Astfel, Grigore Ureche consemna: Pătru vodă, de sârgu au strânsu oastea turcească și muntenească și ungurească, au încunjurat pe Alixandru în curte în Iași și au bătut prejur curte, din câșlegi pănă la miiaze păresemi.  După un asediu de aproape patru săptămâni, cetatea a rămas fără praf de pușcă și alimente.
În noaptea de 12 spre 13 martie 1578, la orele 4, Alexandru Vodă Potcoavă cu oamenii săi au ieșit din cetate, printr-o ușă mică, și au trecut lacul înghețat îndreptându-se spre pădurea Bârnovei. Asediatorii, însă, i-au observat, i-au urmărit, i-au înconjurat și i-au învins la iezerul Ciorbeștilor, lângă satul Miroslava. Cei care au reușit să scape, fugind prin pădure, au fost vânați sau aduși legați. Printre prizonieri s-a aflat și Alexandru Potcoavă și alți 20 de boieri sau fruntași care l-au susținut.
Oastea lui Daud bei a mai rămas la Iași, încă două zile, 13 și 14 martie 1578, pentru a aduna, după obiceiul turcesc capetele celor învinși și executați.
La 25 martie 1578 se știa la Constantinopol că Alexandru Potcoavă a fost prins, dar felul cum a murit nu este cunoscut cu certitudine. Se presupune că a murit pe drumul către Constantinopol, în urma unei răni provocate de o lovitură la cap, în noaptea în care a încercat să părăsescă Iașul. Cert este că nu se afla printre cei peste o sută oameni ai săi care au fost prezentați sultanului Murad al III-lea, înainte de 15 aprilie 1578, și mai apoi trimiși la galere.